# Зілязекулево
Зілязеку́лево (рос. Зилязекулево, башк. Еләҙекүл) — присілок у складі Балтачевського району Башкортостану, Росія. Входить до складу Нижньокаришевської сільської ради.
Населення — 146 осіб (2010; 252 у 2002).
Національний склад:
- башкири — 76 %